# Unison (Automobilhersteller)
Die SP-ZAO Unison (belarussisch СП ЗАТ Юнісон) ist ein Automobil- und Nutzfahrzeughersteller mit Unternehmenssitz in Aptschak in Belarus. Das Unternehmen wurde im Jahre 2003 als ein Joint-Venture des Autozulieferers Fenox Lada unter Beteiligung der belarussischen Regierung gegründet. Unison sieht sich selbst als Nachfolgeunternehmen der Ford Union an. Darüber hinaus ist Unison auch als Karosseriebauunternehmen für Spezialfahrzeuge tätig. Dabei liegt die Spezialisierung auf Krankentransportwagen und Minibusse für den Taxieinsatz. Die maximale Jahreskapazität des Werkes liegt bei 100.000 Fahrzeugen.

## Unternehmensgeschichte

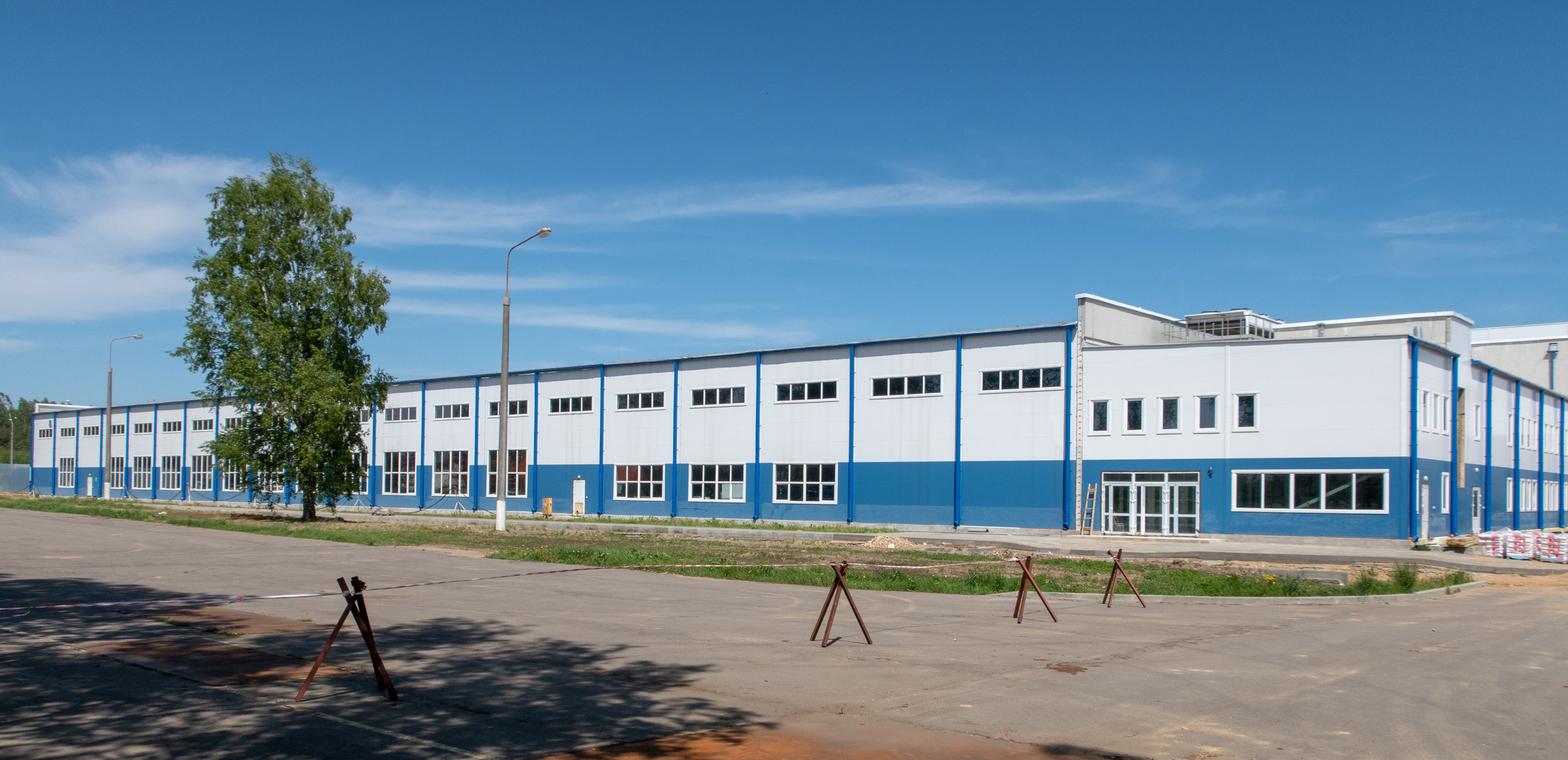
Fabrikgebäude

Ale erstes Modell baute Unison ab 2003 den Intrall Lublin 3Mi in Lizenz als Kastenwagen. Doch wegen de mehr als schlechten Teileversorgung seitens Intrall Polska aus Lublin, sah man sich nach weiteren Partnern um. Unter dieser Bestrebung kamen im Frühjahr 2004 Verhandlungen mit dem indischen Automobilgiganten Tata Motors zustande. So wurde dann schließlich auch der Tata Telcoline in Obchuk für die europäischen Märkte montiert.
Seit 2005 beteiligt sich auch die Iran Khodro mit einem Anteil von 40 Prozent an dem belarussischen Automobilhersteller. Die Beteiligung des Staates sank auf 26 Prozent. Bereits am 11. August startete die SKD-Fertigung der Modelle IKCO Samand LX und IKCO Samand TU5. Der Vertrieb der iranischen Modelle wird in Osteuropa, der Türkei sowie in der Russischen Föderation von lokalen Importeuren durchgeführt. Obchuk ist weltweit das einzige Samand-Werk, indem der TU5-Motor verbaut wird.
Im Jahre 2007 nahm General Motors erstmals Verhandlungen mit Unison auf. Ein Ansporn dafür war insbesondere die neu verabschiedete Zollfreiheit von in Belarus gebauten Kraftfahrzeugen nach Russland. Die Verhandlungen sah die Montage des Chevrolet Lanos Hatch für den russischen Markt vor. Für die Versorgung mit den notwendigen Fahrzeugteilen war der ukrainische Automobilhersteller ZAZ verantwortlich gewesen.
Nachdem im Laufe des Jahres 2007 die Montage des Lublin und des Telcoline eingestellt worden waren, legte man das Augenmerk im Nutzfahrzeugsektor auf den Bau von Spezialfahrzeugen. Die Basis stellte zum einen die russische GAZelle sowie der französische Renault Master X70. 2009 kamen schließlich zwei weitere Modelle auf der Basis des Ford Transit Connect und des Ford Transit dazu.
Nach einem erfolgreichen Start entschied Iran Khodro die Kapazität des Werkes von 60.000 Einheiten auf 100.000 Einheiten pro Jahr zu erhöhen. Die Beteiligung erhöhte sich mitunter auf 49 Prozent. Anbei lief die Produktion von Karosserie- und anderen Fahrzeugteilen in einer neu errichteten Werkshalle an. Dies ermöglichte die lokale Herstellung des neuen IKCO Runna sowie des IKCO Soren ELX.
Im Auftrag der südkoreanischen Kia Motors baut Unison seit 2011 den Kia K2500 Unicom mit verschiedenen Aufbauten. Seit dem Produktionsende des Master sucht Unison nach einem vergleichbaren Modell. So entstand 2012 eine Einzelanfertigung auf der Basis des Peugeot Boxer. In einem zweiten Versuch wollte man den alten Ford Transit erneut aufleben lassen. Die Plattform sollte diesmal jedoch der des Fiat Ducato entsprechen. Die Serienproduktion war noch für das Jahr 2013 angekündigt.
Schneller in Produktion gelangte der als Nachfolger des Lanos bestimmte Chevrolet Cobalt sowie der Zotye Z300. Der Opel Corsa folgte schon im Februar, obwohl der Start anfangs für das Jahr 2014 angekündigt war.

## Zukunftspläne
Im Jahr 2015 liefen Verhandlungen zwischen PSA Peugeot Citroën und der belarussischen Regierung. Der französische Konzern plante die vollständige oder teilweise Verlegung der Sevel-Produktion nach Belarus. Im Zuge dessen sagte die Regierung der Renovierung einer leerstehenden Fabrikhalle zu, die sich einst im Besitz der ZIL befand. Bei erfolgreichem Abschluss der Verträge will man das Minsk-Werk in den Besitz der Unison überführen.